# 凱瑟爾河
48°42′22″N 10°46′29″E / 48.70611°N 10.77472°E

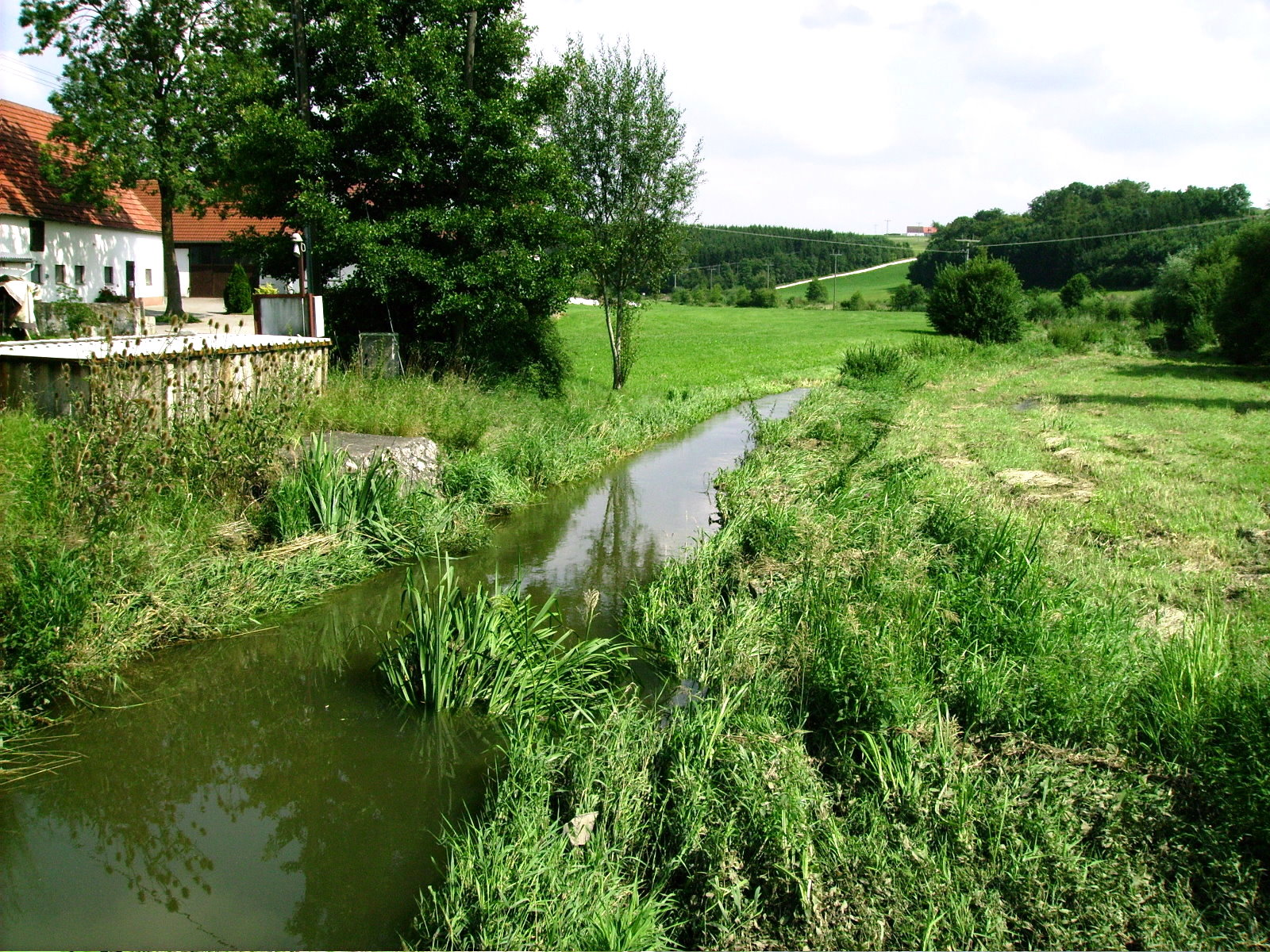
凱瑟爾河

凱瑟爾河（德語：Kessel），是德國的河流，位於該國東南部，由巴伐利亞負責管轄，屬於多瑙河的左支流，河道全長40.9公里，流域面積175平方公里，河口處在多瑙沃特。